# Atizapán de Zaragoza
Atizapán de Zaragoza là một đô thị thuộc bang México, México. Năm 2005, dân số của đô thị này là 472526 người.